# آيت عطي (آيت شواريت)
آيت عطي هو دُوَّار يقع بجماعة آيت بوأولى، إقليم أزيلال، جهة بني ملال خنيفرة في المملكة المغربية. ينتمي الدوّار لمشيخة آيت شواريت التي تضم 14 دوار. يقدر عدد سكانه بـ 221 نسمة حسب الإحصاء الرسمي للسكان والسكنى لسنة 2004.

## وصلات خارجية
- البوابة الوطنية للجماعات الترابية
- المندوبية السامية للتخطيط